# Trimessa

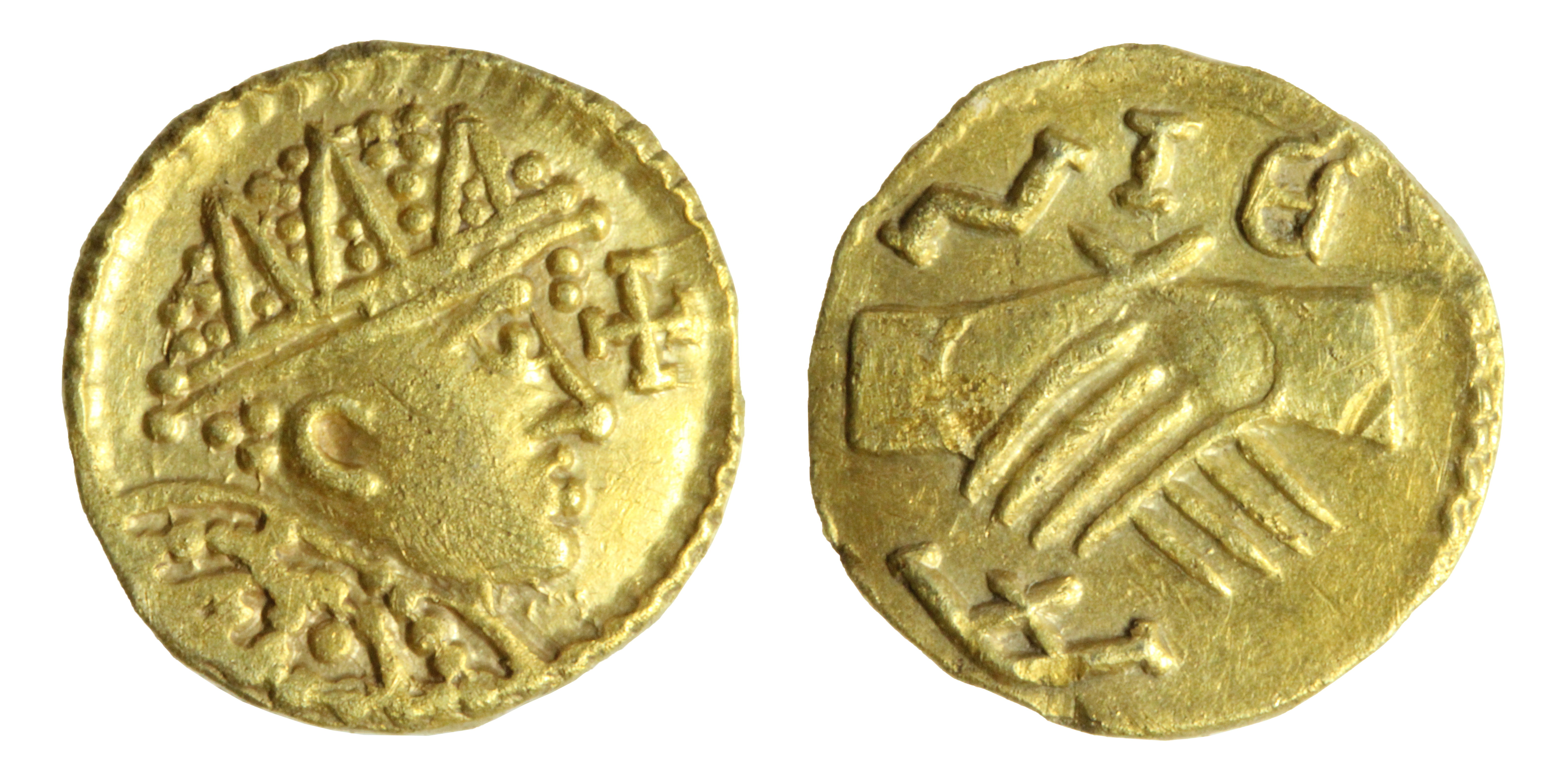
Trimessa (ou xelim) de ca. 650-675 provavelmente cunhado em Câncio

Trimessa ou trimesia (em inglês antigo: þrymsa, trymsa, þrimes, thrimes) foi uma moeda de ouro feita no século VII na Britânia anglo-saxã. Se originou como cópia do tremisse merovíngio e moedas romanas anteriores com alto valor em ouro. A desvalorização contínua entre os anos 630 e 650 reduziu o teor de ouro em moedas recém-cunhadas de tal forma que depois de c. 655 a porcentagem de ouro em uma nova moeda foi inferior a 35%. As tremissas deixaram de ser cunhadas após cerca de 675 e foram substituídas pelas escetas de prata.

## História

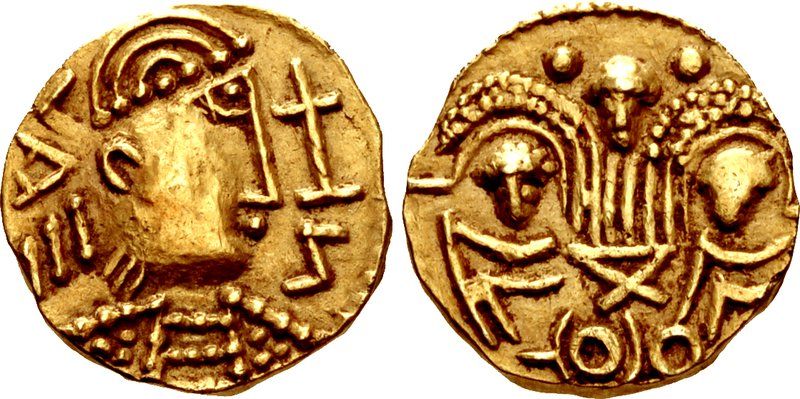
Trimessa com a imagem de "Dois Imperadores" e a Vitória. Ca. 650-675

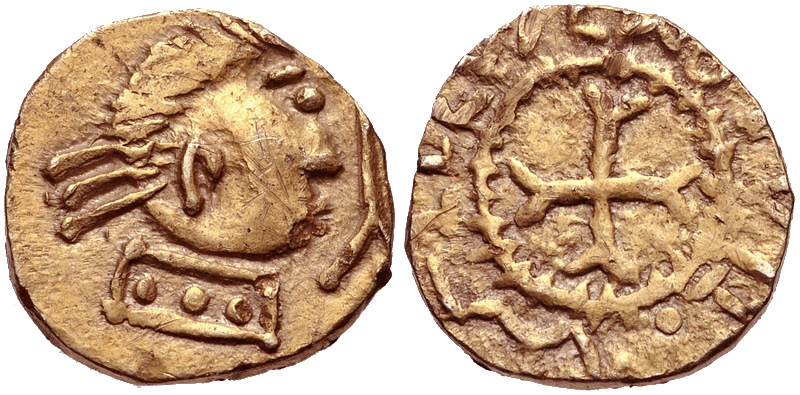
Trimessa do tipo Witmen de ca. 620-645

As primeiras foram cunhadas na Britânia nos anos 630. Essas primeiras moedas foram criadas em casas da moeda na Cantuária, Londres e talvez Winchester. Charles Arnold-Baker em seu Companion to British History sugere que o ímpeto à criação dessa moeda foi o crescente comércio que se seguiu ao casamento de Etelberto e Berta de Câncio, uma filha do rei franco Cariberto I. Trimessa originalmente conteve entre 40 e 70% de ouro, mas com a desvalorização das moedas cunhadas após ca. 655, passaram a conter menos de 35% de ouro. Moedas de ouro deixaram de ser completamente cunhadas após cerca de 675, depois do que escetas de prata foram cunhadas. O termo trimessa é usado em textos anglo-saxões posteriores para se referir a um valor de 4 pênis de prata. As trimessas são conhecidas pelos numismatas modernas através de sua descoberta em vários tesouros, notadamente o Tesouro de Crondall. O enterro de Sutton Hoo, que data do começo do século VII, contêm 37 tremisses merovíngios mas nenhuma moeda anglo-saxã.[a] O tesouro de Crondall, por contraste, foi datado após ca. 630 e contêm 101 moedas de ouro, das quais 69 são anglo-saxãs e 24 são merovíngias ou francas.

## Desenho
As primeira trimessas foram imitações de tremisses merovíngios ou moras romanas anteriores. Pesavam entre 1 e 3 gramas e tinham diâmetro de aproximados 13 milímetros. As trimessas tardias tinham vários desenhos diferentes, incluindo bustos, cruzes, objetos em forma de lira e insígnias legionárias romanas. Inscrições também eram comuns e às vezes apareciam em latim e às vezes em runas anglo-saxãs.